# اندیس سرکوه۱
سرکوه۱ یک اندیس فلزی است که در حوالی شهر پاریز استان کرمان قرار دارد و مادهٔ معدنی موجود در آن، طلا است.  